# دخيلة (رواية)
دخيلة (بالإنجليزية: Outlander)‏ هي أول رواية ضمن سلسلة دخيلة من تأليف الكاتبة الأمريكية ديانا غابالدون. صدرت سنة 1991، وتركز على الممرضة الإنجليزية من القرن العشرين كلير راندل التي تسافر بالزمن إلى اسكتلندا القرن الثامن عشر، حيث تجد هناك المغامرات والرومانسية مع محارب الوسيم جيمي فريزر. السلسلة مزيج من عدة أنواع، تتضمن عناصر من التاريخ والرومانسية والغموض والمغامرة وخيال علمي/فنتازيا. اقتباس تلفزيوني من سلسلة دخيلة بدأ عرضه في الولايات المتحدة في 9 أغسطس 2014.

## روابط خارجية
- الموقع الرسمي
- "An Outlander Family Tree (Official)". راندوم هاوس. 2014. مؤرشف من الأصل في 2019-05-13.
- Photos of the first edition of Outlander
- Todos los libros de la serie Forastera